# Giải quần vợt Mỹ Mở rộng 2019
Giải quần vợt Mỹ Mở rộng 2019 (tiếng Anh: US Open 2019) là giải đấu quần vợt lần thứ 139 của Giải quần vợt Mỹ Mở rộng và là giải Grand Slam thứ tư và cuối cùng trong năm. Giải được tổ chức trên mặt sân cứng tại Trung tâm Quần vợt Quốc gia USTA Billie Jean King ở thành phố New York.
Novak Djokovic và Naomi Osaka lần lượt là những nhà đương kim vô địch ở nội dung đơn nam và đơn nữ. Cả hai đều không thể bảo vệ danh hiệu của họ, với Djokovic đã rút lui ở vòng bốn do chấn thương vai khi thi đấu với Stan Wawrinka, và Osaka thua ở vòng bốn trước Belinda Bencic.
Serena Williams lập kỷ lục Open Era bằng cách lọt vào 10 trận chung kết US Open.
Đây là lần đầu tiên kể từ Giải Úc mở rộng 2017 và lần thứ tư trong Kỷ nguyên mở rộng, cả hai người tay vợt nam hạt giống và tay vợt nữ số 1 đều bị đánh bại trước tứ kết.
Cũng như trận chung kết Rogers Cup 2019, Rafael Nadal đã giành được danh hiệu đơn nam, đánh bại tay vợt lần đầu tiên vào chung kết Grand Slam, Daniil Medvedev, 7-5, 6-3, 5-7, 4-6, 6-4. Bianca Andreescu đã giành được danh hiệu đơn nữ sau khi đánh bại Serena Williams trong trận chung kết, 6-3, 7-5, trở thành tay vợt Canada đầu tiên giành được danh hiệu đơn Grand Slam.

## Giải đấu

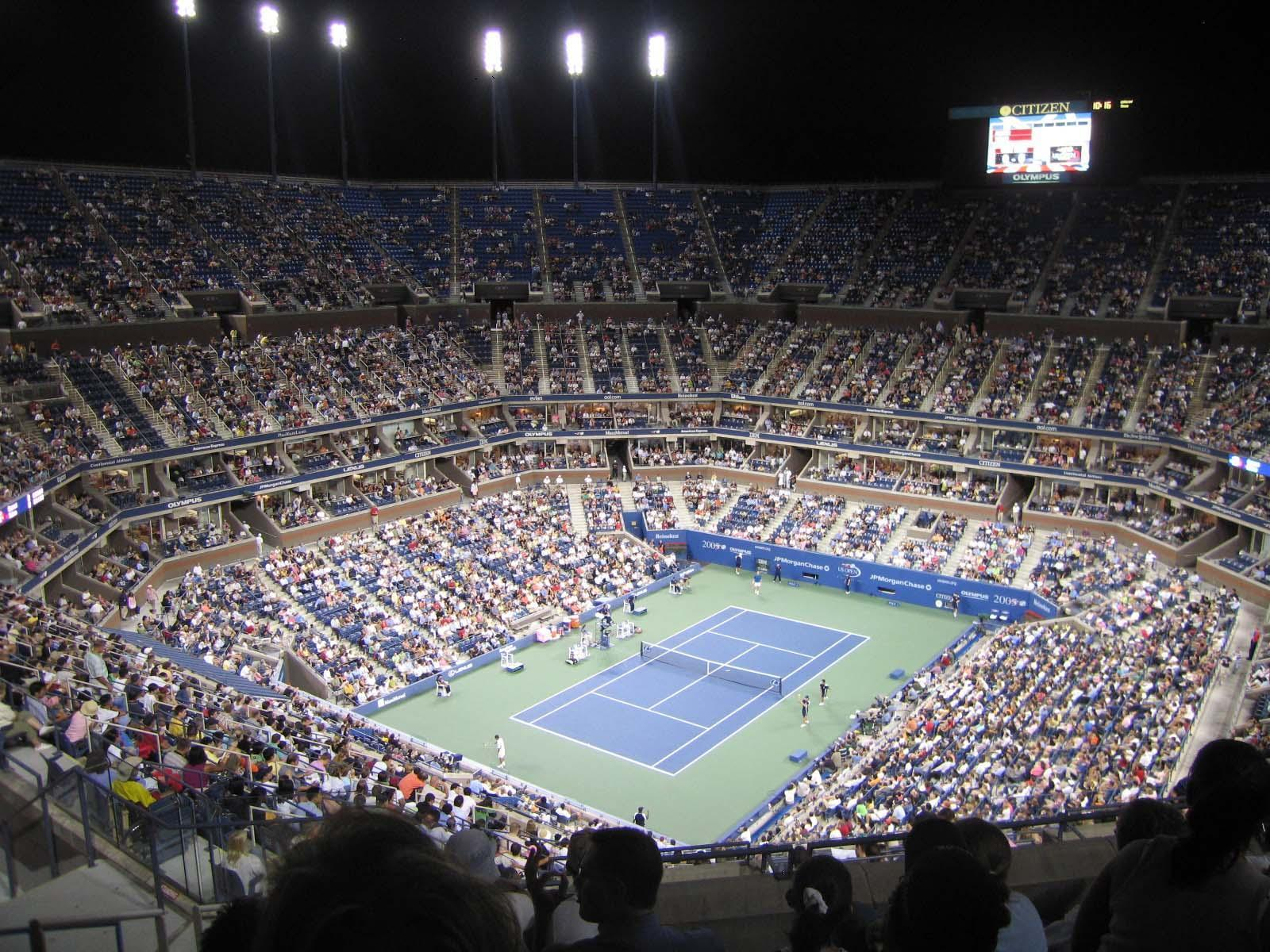
Sân vận động Arthur Ashe trước khi mái có thể thu được lắp đặt và là nơi diễn ra các trận chung kết của giải đấu

Giải quần vợt Mỹ Mở rộng 2019 là lần thứ 139 giải đấu được tổ chức và diễn ra tại USTA Billie Jean King National Tennis Center ở Flushing Meadows–Corona Park của Queens tại Thành phố New York, New York, Hoa Kỳ. Giải đấu được diễn ra trên 14 sân cứng DecoTurf..
Giải đấu là một sự kiện được điều hành bởi Liên đoàn quần vợt quốc tế (ITF) và là một phần của lịch thi đấu ATP World Tour 2019 và WTA Tour 2019 theo thể loại Grand Slam. Giải đấu bao gồm các nội dung đơn và đôi của nam và nữ cũng như nội dung đôi nam nữ. Giải đấu cũng có các nội dung đơn và đôi cho các vận động viên nam trẻ và nữ trẻ (dưới 18 tuổi), là một phần ở thể loại Hạng A của giải đấu. Ngoài ra, còn có các sự kiện đơn và đôi quần vợt xe lăn cho nam, nữ và quad.
Giải đấu được thi đấu trên mặt sân cứng và diễn ra trên 15 sân với mặt sân DecoTurf, trong đó có 2 sân chính - Sân vận động Arthur Ashe và the new Grandstand.

## Phát sóng
Tại Mỹ, giải quần vợt Mỹ Mở rộng 2019 sẽ là năm thứ 5 liên tiếp trong vòng 11 năm của hợp đồng trị giá 825 triệu USD với ESPN. Theo thỏa thuận ESPN giữ độc quyền toàn bộ giải đấu và US Open Series. Điều này có nghĩa là giải đấu sẽ không được phát sóng miễn phí trên truyền hình. Điều này cũng có nghĩa là ESPN trở thành đài độc quyền 3 trong số 4 giải quần vợt lớn của Mỹ.

## Điểm và tiền thưởng

### Phân phối điểm
Dưới đây là bảng phân bố điểm cho từng giai đoạn của giải đấu.

#### Chuyên nghiệp
| Sự kiện | VĐ   | CK   | BK  | TK  | 1/16 | 1/32 | 1/64 | 1/128 | Q  | Q3 | Q2 | Q1 |
| Đơn nam | 2000 | 1200 | 720 | 360 | 180  | 90   | 45   | 10    | 25 | 16 | 8  | 0  |
| Đôi nam | 2000 | 1200 | 720 | 360 | 180  | 90   | 0    | —     | —  | —  | —  | —  |
| Đơn nữ  | 2000 | 1300 | 780 | 430 | 240  | 130  | 70   | 10    | 40 | 30 | 20 | 2  |
| Đôi nữ  | 2000 | 1300 | 780 | 430 | 240  | 130  | 10   | —     | —  | —  | —  | —  |

| Sự kiện  | VĐ  | CK  | BK/hạng 3 | TK/hạng 4 |
| Đơn      | 800 | 500 | 375       | 100       |
| Đôi      | 800 | 500 | 100       | —         |
| Đơn Quad | 800 | 500 | 375       | 100       |
| Đôi Quad | 800 | 100 | —         | —         |

| Sự kiện     | VĐ  | CK  | BK  | TK  | 1/16 | 1/32 | Q  | Q3 |
| Đơn nam trẻ | 375 | 270 | 180 | 120 | 75   | 30   | 25 | 20 |
| Đơn nữ trẻ  | 375 | 270 | 180 | 120 | 75   | 30   | 25 | 20 |
| Đôi nam trẻ | 270 | 180 | 120 | 75  | 45   | —    | —  | —  |
| Đôi nữ trẻ  | 270 | 180 | 120 | 75  | 45   | —    | —  | —  |

## Hạt giống đơn
Sau đây là những tay vợt hạt giống và những tay vợt đáng chú ý đã rút khỏi sự giải đấu. Hạt giống dựa trên bảng xếp hạng ATP và WTA vào ngày 19 tháng 8 năm 2019. Thứ hạng và điểm trước đó là vào ngày 26 tháng 8 năm 2019

### Đơn nam
| Hạt giống | Thứ hạng | Tay vợt               | Điểm trước thi đấu | Điểm bảo vệ | Điểm thắng | Điểm sau thi đấu | Tình trạng                                |
| --------- | -------- | --------------------- | ------------------ | ----------- | ---------- | ---------------- | ----------------------------------------- |
| 1         | 1        | Novak Djokovic        | 11,685             | 2,000       | 180        | 9,865            | Vòng 4, bỏ cuộc trước Stan Wawrinka [23]  |
| 2         | 2        | Rafael Nadal          | 7,945              | 720         | 2,000      | 9,225            | Vô địch, đánh bại Daniil Medvedev [5]     |
| 3         | 3        | Roger Federer         | 6,950              | 180         | 360        | 7,130            | Tứ kết, thua trước Grigor Dimitrov        |
| 4         | 4        | Dominic Thiem         | 4,925              | 360         | 10         | 4,575            | Vòng 1, thua trước Thomas Fabbiano        |
| 5         | 5        | Daniil Medvedev       | 4,125              | 90          | 1,200      | 5,235            | Á quân, thua trước Rafael Nadal [2]       |
| 6         | 6        | Alexander Zverev      | 4,005              | 90          | 180        | 4,095            | Vòng 4, thua trước Diego Schwartzman [20] |
| 7         | 7        | Kei Nishikori         | 4,005              | 720         | 90         | 3,375            | Vòng 3, thua trước Alex de Minaur         |
| 8         | 8        | Stefanos Tsitsipas    | 3,455              | 45          | 10         | 3,420            | Vòng 1, thua trước Andrey Rublev          |
| 9         | 9        | Karen Khachanov       | 2,890              | 90          | 10         | 2,810            | Vòng 1, thua trước Vasek Pospisil [PR]    |
| 10        | 10       | Roberto Bautista Agut | 2,575              | 10          | 10         | 2,575            | Vòng 1, thua trước Mikhail Kukushkin      |
| 11        | 11       | Fabio Fognini         | 2,510              | 45          | 10         | 2,475            | Vòng 1, thua trước Reilly Opelka          |
| 12        | 12       | Borna Ćorić           | 2,160              | 180         | 45         | 2,025            | Vòng 2, rút lui vì chấn thương lưng dưới  |
| 13        | 13       | Gaël Monfils          | 2,140              | 45          | 360        | 2,455            | Tứ kết, thua trước Matteo Berrettini [24] |
| 14        | 14       | John Isner            | 2,075              | 360         | 90         | 1,805            | Vòng 3, thua trước Marin Čilić [22]       |
| 15        | 15       | David Goffin          | 2,055              | 180         | 180        | 2,055            | Vòng 4, thua trước Roger Federer [3]      |
| 16        | 17       | Kevin Anderson        | 2,050              | 180         | 0          | 1,870            | Rút lui vì chấn thương đầu gối            |
| 17        | 18       | Nikoloz Basilashvili  | 1,985              | 180         | 90         | 1,895            | Vòng 3, thua trước Dominik Köpfer [Q]     |
| 18        | 19       | Félix Auger-Aliassime | 1,750              | 35          | 10         | 1,725            | Vòng 1, thua trước Denis Shapovalov       |
| 19        | 20       | Guido Pella           | 1,735              | 90          | 10         | 1,655            | Vòng 1, thua trước Pablo Carreño Busta    |
| 20        | 21       | Diego Schwartzman     | 1,725              | 90          | 360        | 1,995            | Tứ kết, thua trước Rafael Nadal [2]       |
| 21        | 22       | Milos Raonic          | 1,630              | 180         | 0          | 1,450            | Rút lui vì chấn thương cơ mông            |
| 22        | 23       | Marin Čilić           | 1,590              | 360         | 180        | 1,410            | Vòng 4, thua trước Rafael Nadal [2]       |
| 23        | 24       | Stan Wawrinka         | 1,535              | 90          | 360        | 1,805            | Tứ kết, thua trước Daniil Medvedev [5]    |
| 24        | 25       | Matteo Berrettini     | 1,535              | 10          | 720        | 2,245            | Bán kết, vs. Rafael Nadal [2]             |
| 25        | 27       | Lucas Pouille         | 1,475              | 90          | 45         | 1,430            | Vòng 2, thua trước Dan Evans              |
| 26        | 28       | Taylor Fritz          | 1,465              | 90          | 10         | 1,385            | Vòng 1, thua trước Feliciano López        |
| 27        | 29       | Dušan Lajović         | 1,441              | 90          | 45         | 1,396            | Vòng 2, thua trước Denis Kudla            |
| 28        | 30       | Nick Kyrgios          | 1,430              | 90          | 90         | 1,430            | Vòng 3, thua trước Andrey Rublev          |
| 29        | 26       | Benoît Paire          | 1,508              | 45          | 45         | 1,508            | Vòng 2, thua trước Aljaž Bedene           |
| 30        | 31       | Kyle Edmund           | 1,325              | 10          | 10         | 1,325            | Vòng 1, thua trước Pablo Andújar          |
| 31        | 32       | Cristian Garín        | 1,321              | (48+25)†    | 45+6       | 1,299            | Vòng 2, thua trước Alex de Minaur         |
| 32        | 34       | Fernando Verdasco     | 1,310              | 90          | 45         | 1,265            | Vòng 2, thua trước Chung Hyeon [Q]        |

### Đơn nữ
| Hạt giống | Thứ hạng | Tay vợt              | Điểm trước thi đấu | Điểm bảo vệ | Điểm thắng | Điểm sau thi đấu | Tình trạng                               |
| --------- | -------- | -------------------- | ------------------ | ----------- | ---------- | ---------------- | ---------------------------------------- |
| 1         | 1        | Naomi Osaka          | 6,606              | 2,000       | 240        | 4,846            | Vòng 4, thua trước Belinda Bencic [13]   |
| 2         | 2        | Ashleigh Barty       | 6,501              | 240         | 240        | 6,501            | Vòng 4, thua trước Wang Qiang [18]       |
| 3         | 3        | Karolína Plíšková    | 6,315              | 430         | 240        | 6,125            | Vòng 4, thua trước Johanna Konta [16]    |
| 4         | 4        | Simona Halep         | 4,743              | 10          | 70         | 4,803            | Vòng 2, thua trước Taylor Townsend [Q]   |
| 5         | 5        | Elina Svitolina      | 4,492              | 240         | 780        | 5,032            | Bán kết, thua trước Serena Williams [8]  |
| 6         | 6        | Petra Kvitová        | 4,386              | 130         | 70         | 4,326            | Vòng 2, thua trước Andrea Petkovic       |
| 7         | 7        | Kiki Bertens         | 4,325              | 130         | 130        | 4,325            | Vòng 3, thua trước Julia Görges [26]     |
| 8         | 8        | Serena Williams      | 3,935              | 1,300       | 1,300      | 3,935            | Á quân, thua trước Bianca Andreescu [15] |
| 9         | 13       | Aryna Sabalenka      | 2,955              | 240         | 70         | 2,785            | Vòng 2, thua trước Yulia Putintseva      |
| 10        | 9        | Madison Keys         | 3,267              | 780         | 240        | 2,727            | Vòng 4, thua trước Elina Svitolina [5]   |
| 11        | 10       | Sloane Stephens      | 3,189              | 430         | 10         | 2,769            | Vòng 1, thua trước Anna Kalinskaya [Q]   |
| 12        | 11       | Anastasija Sevastova | 3,167              | 780         | 130        | 2,517            | Vòng 3, thua trước Petra Martić [22]     |
| 13        | 12       | Belinda Bencic       | 2,968              | 10          | 780        | 3,738            | Bán kết, vs. Bianca Andreescu [15]       |
| 14        | 14       | Angelique Kerber     | 2,870              | 130         | 10         | 2,750            | Vòng 1, thua trước Kristina Mladenovic   |
| 15        | 15       | Bianca Andreescu     | 2,837              | 2           | 2,000      | 4,835            | Vô địch, đánh bại Serena Williams [8]    |
| 16        | 16       | Johanna Konta        | 2,695              | 10          | 430        | 3,115            | Tứ kết, thua trước Elina Svitolina [5]   |
| 17        | 17       | Markéta Vondroušová  | 2,650              | 240         | 0          | 2,410            | Rút lui vì chấn thương cổ tay            |
| 18        | 18       | Wang Qiang           | 2,646              | 130         | 430        | 2,946            | Tứ kết, thua trước Serena Williams [8]   |
| 19        | 19       | Caroline Wozniacki   | 2,537              | 70          | 130        | 2,597            | Vòng 3, thua trước Bianca Andreescu [15] |
| 20        | 20       | Sofia Kenin          | 2,460              | 130         | 130        | 2,460            | Vòng 3, thua trước Madison Keys [10]     |
| 21        | 21       | Anett Kontaveit      | 2,380              | 10          | 130        | 2,500            | Vòng 3, rút lui vì bệnh                  |
| 22        | 22       | Petra Martić         | 2,067              | 10+160      | 240+1      | 2,138            | Vòng 4, thua trước Serena Williams [8]   |
| 23        | 23       | Donna Vekić          | 2,000              | 10          | 430        | 2,420            | Tứ kết, thua trước Belinda Bencic [13]   |
| 24        | 25       | Garbiñe Muguruza     | 1,920              | 70          | 10         | 1,860            | Vòng 1, thua trước Alison Riske          |
| 25        | 26       | Elise Mertens        | 1,920              | 240         | 430        | 2,110            | Tứ kết, thua trước Bianca Andreescu [15] |
| 26        | 30       | Julia Görges         | 1,785              | 70          | 240        | 1,955            | Vòng 4, thua trước Donna Vekić [23]      |
| 27        | 27       | Caroline Garcia      | 1,831              | 130         | 10         | 1,711            | Vòng 1, thua trước Ons Jabeur            |
| 28        | 33       | Carla Suárez Navarro | 1,562              | 430         | 10         | 1,142            | Vòng 1, bỏ cuộc trước Tímea Babos [Q]    |
| 29        | 28       | Hsieh Su-wei         | 1,830              | 70          | 70         | 1,830            | Vòng 2, thua trước Karolína Muchová      |
| 30        | 29       | Maria Sakkari        | 1,800              | 70          | 130        | 1,860            | Vòng 3, thua trước Ashleigh Barty [2]    |
| 31        | 31       | Barbora Strýcová     | 1,750              | 130         | 10         | 1,630            | Vòng 1, thua trước Aliona Bolsova        |
| 32        | 32       | Dayana Yastremska    | 1,679              | 10+29       | 130+25     | 1,795            | Vòng 3, thua trước Elina Svitolina [5]   |
| 33        | 34       | Zhang Shuai          | 1,535              | 10          | 130        | 1,655            | Vòng 3, thua trước Johanna Konta [16]    |

Những tay vợt sau được xếp hạt giống, nhưng rút lui trước giải đấu. 
| Thứ hạng | Tay vợt          | Điểm trước | Điểm bảo vệ | Điểm sau | Lý do rút lui         |
| -------- | ---------------- | ---------- | ----------- | -------- | --------------------- |
| 24       | Amanda Anisimova | 1,934      | 10          | 1,924    | Gia đình (Bố qua đời) |

## Hạt giống đôi
| Đội                   | Đội              | Thứ hạng1 | Hạt giống |
| --------------------- | ---------------- | --------- | --------- |
| Juan Sebastián Cabal  | Robert Farah     | 2         | 1         |
| Łukasz Kubot          | Marcelo Melo     | 9         | 2         |
| Raven Klaasen         | Michael Venus    | 17        | 3         |
| Pierre-Hugues Herbert | Nicolas Mahut    | 25        | 4         |
| Jean-Julien Rojer     | Horia Tecău      | 25        | 5         |
| Mate Pavić            | Bruno Soares     | 30        | 6         |
| Bob Bryan             | Mike Bryan       | 32        | 7         |
| Marcel Granollers     | Horacio Zeballos | 34        | 8         |
| Nikola Mektić         | Franko Škugor    | 42        | 9         |
| Rajeev Ram            | Joe Salisbury    | 43        | 10        |
| Ivan Dodig            | Filip Polášek    | 45        | 11        |
| Kevin Krawietz        | Andreas Mies     | 47        | 12        |
| Robin Haase           | Wesley Koolhof   | 51        | 13        |
| Henri Kontinen        | John Peers       | 54        | 14        |
| Jamie Murray          | Neal Skupski     | 57        | 15        |
| Oliver Marach         | Jürgen Melzer    | 58        | 16        |

| Đội                 | Đội                         | Thứ hạng1 | Hạt giống |
| ------------------- | --------------------------- | --------- | --------- |
| Tímea Babos         | Kristina Mladenovic         | 5         | 1         |
| Hsieh Su-wei        | Barbora Strýcová            | 7         | 2         |
| Barbora Krejčíková  | Kateřina Siniaková          | 12        | 3         |
| Elise Mertens       | Aryna Sabalenka             | 18        | 4         |
| Gabriela Dabrowski  | Xu Yifan                    | 22        | 5         |
| Samantha Stosur     | Zhang Shuai                 | 23        | 6         |
| Anna-Lena Grönefeld | Demi Schuurs                | 25        | 7         |
| Chan Hao-ching      | Latisha Chan                | 31        | 8         |
| Victoria Azarenka   | Ashleigh Barty              | 35        | 9         |
| Nicole Melichar     | Květa Peschke               | 38        | 10        |
| Kirsten Flipkens    | Johanna Larsson             | 50        | 11        |
| Lucie Hradecká      | Andreja Klepač              | 51        | 12        |
| Duan Yingying       | Zheng Saisai                | 53        | 13        |
| Darija Jurak        | María José Martínez Sánchez | 69        | 14        |
| Desirae Krawczyk    | Alicja Rosolska             | 70        | 15        |
| Raquel Atawo        | Asia Muhammad               | 74        | 16        |

### Đôi nam nữ
| Đội                 | Đội            | Thứ hạng1 | Hạt giống |
| ------------------- | -------------- | --------- | --------- |
| Chan Hao-ching      | Michael Venus  | 25        | 1         |
| Gabriela Dabrowski  | Mate Pavić     | 27        | 2         |
| Samantha Stosur     | Rajeev Ram     | 31        | 3         |
| Latisha Chan        | Ivan Dodig     | 32        | 4         |
| Nicole Melichar     | Bruno Soares   | 32        | 5         |
| Demi Schuurs        | Henri Kontinen | 34        | 6         |
| Anna-Lena Grönefeld | Oliver Marach  | 34        | 7         |
| Květa Peschke       | Wesley Koolhof | 35        | 8         |

1Thứ hạng tính theo ngày 19 tháng 8 năm 2019.

## Sự kiện

### Đơn nam
- Rafael Nadal thắng  Daniil Medvedev, 7–5, 6–3, 5–7, 4–6, 6–4

### Đơn nữ
- Bianca Andreescu thắng  Serena Williams, 6–3, 7–5

### Đôi nam
- Juan Sebastián Cabal /  Robert Farah thắng  Marcel Granollers /  Horacio Zeballos, 6–4, 7–5

### Đôi nữ
- Elise Mertens /  Aryna Sabalenka thắng  Victoria Azarenka /  Ashleigh Barty, 7–5, 7–5

### Đôi nam nữ
- Bethanie Mattek-Sands /  Jamie Murray thắng  Chan Hao-ching /  Michael Venus, 6–2, 6–3

### Đơn nam trẻ
- Jonáš Forejtek thắng  Emilio Nava, 6–7(4–7), 6–0, 6–2

### Đơn nữ trẻ
- María Camila Osorio Serrano thắng  Alexandra Yepifanova, 6–1, 6–0

### Đôi nam trẻ
- Eliot Spizzirri /  Tyler Zink thắng  Andrew Paulson /  Alexander Zgirovsky, 7–6(7–4), 6–4

### Đôi nữ trẻ
- Kamilla Bartone /  Oksana Selekhmeteva thắng  Aubane Droguet /  Séléna Janicijevic, 7–5, 7–6(8–6)

### Đơn nam xe lăn
- Alfie Hewett thắng  Stéphane Houdet, 7–6(11–9), 7–6(7–5)

### Đơn nữ xe lăn
- Diede de Groot thắng  Yui Kamiji, 4–6, 6–1, 6–4

### Đơn xe lăn quad
- Andrew Lapthorne thắng  Dylan Alcott, 6–1, 6–0

### Đôi nam xe lăn
- Alfie Hewett /  Gordon Reid thắng  Gustavo Fernández /  Shingo Kunieda, 1–6, 6–4, [11–9]

### Đôi nữ xe lăn
- Diede de Groot /  Aniek van Koot thắng  Sabine Ellerbrock /  Kgothatso Montjane, 6–2, 6–0

### Đôi xe lăn quad
- Dylan Alcott /  Andrew Lapthorne thắng  Bryan Barten /  David Wagner, 6–7(5–7), 6–1, [10–6]

## Đặc cách vào vòng đấu
Những tay vợt sau đây được đặc cách vào vòng đấu chính dựa vào lựa chọn nội bộ và những màn thể hiện gần đây:
| - Ernesto Escobedo - Christopher Eubanks - Bjorn Fratangelo - Marcos Giron - Antoine Hoang - Thanasi Kokkinakis - Jack Sock - Zachary Svajda | - Kristie Ahn - Francesca Di Lorenzo - Cori Gauff - Caty McNally - Whitney Osuigwe - Diane Parry - Samantha Stosur - Katie Volynets |

| - Maxime Cressy / Keegan Smith - Martin Damm / Toby Kodat - Robert Galloway / Nathaniel Lammons - Evan King / Hunter Reese - Thai-Son Kwiatkowski / Noah Rubin - Mitchell Krueger / Tim Smyczek - Nicholas Monroe / Tennys Sandgren | - Kristie Ahn / Christina McHale - Usue Maitane Arconada / Hayley Carter - Hailey Baptiste / Emma Navarro - Francesca Di Lorenzo / Ann Li - Abigail Forbes / Alexa Noel - Cori Gauff / Caty McNally - Whitney Osuigwe / Taylor Townsend |

### Đôi nam nữ
- Hailey Baptiste /  Jenson Brooksby
- Jennifer Brady /  Denis Kudla
- Hayley Carter /  Jackson Withrow
- Kaitlyn Christian /  James Cerretani
- Danielle Collins /  Nicholas Monroe
- Bethanie Mattek-Sands /  Jamie Murray
- Christina McHale /  Ryan Harrison
- CoCo Vandeweghe /  Maxime Cressy

## Vòng loại
Các trận đấu vòng loại sẽ diễn ra tại USTA Billie Jean King National Tennis Center từ ngày 19 – 22 tháng 8 năm 2019.
| 1. Elliot Benchetrit 2. Santiago Giraldo 3. Kwon Soon-woo 4. Ilya Ivashka 5. Evgeny Donskoy 6. Egor Gerasimov 7. Tobias Kamke 8. Grégoire Barrère 9. Chung Hyeon 10. Jenson Brooksby 11. Dominik Köpfer 12. Guillermo García López 13. Sumit Nagal 14. Jannik Sinner 15. Jiří Veselý 16. Marco Trungelliti Thua cuộc may mắn 1. Paolo Lorenzi 2. Kamil Majchrzak | 1. Elena Rybakina 2. Magdalena Fręch 3. Jana Čepelová 4. Peng Shuai 5. Johanna Larsson 6. Caroline Dolehide 7. Ana Bogdan 8. Mariam Bolkvadze 9. Denisa Allertová 10. Harriet Dart 11. Tímea Babos 12. Richèl Hogenkamp 13. Taylor Townsend 14. Wang Xinyu 15. Tereza Martincová 16. Anna Kalinskaya Thua cuộc may mắn 1. Paula Badosa 2. Varvara Lepchenko 3. Nicole Gibbs 4. Priscilla Hon 5. Kirsten Flipkens 6. Wang Xiyu |

## Bảo toàn thứ hạng
Những tay vợt sau đây được vào thẳng vòng đấu chính nhờ bảo toàn thứ hạng:
| Đơn nam - Tomáš Berdych - Steve Darcis - Jozef Kovalík - Vasek Pospisil - Cedrik-Marcel Stebe - Janko Tipsarević | Đơn nữ - Svetlana Kuznetsova - CoCo Vandeweghe |

## Những tay vợt rút lui khỏi giải
Những tay vợt sau đây đã được vào vòng đấu chính, nhưng rút lui vì chấn thương, bị đình chỉ hoặc lý do cá nhân:
| Đơn nam Trước giải - Kevin Anderson → thay thế bởi Paolo Lorenzi - Juan Martín del Potro → thay thế bởi Denis Kudla - Mackenzie McDonald → thay thế bởi Albert Ramos Viñolas - Milos Raonic → thay thế bởi Kamil Majchrzak Trong giải - Borna Ćorić - Thanasi Kokkinakis | Đơn nữ Trước giải - Amanda Anisimova → thay thế bởi Varvara Lepchenko - Mona Barthel → thay thế bởi Kirsten Flipkens - Catherine Bellis → thay thế bởi Zhu Lin - Dominika Cibulková → thay thế bởi Svetlana Kuznetsova - Beatriz Haddad Maia → thay thế bởi Marie Bouzková - Anna Karolína Schmiedlová → thay thế bởi Paula Badosa - Lesia Tsurenko → thay thế bởi Wang Xiyu - Markéta Vondroušová → thay thế bởi Priscilla Hon - Vera Zvonareva → thay thế bởi Nicole Gibbs Trong giải - Anett Kontaveit |